# Насосная станция (Шаульдер)
Насосная станция (каз. Сорап бекеті) — памятник архитектуры начала XX века в селе Шаульдер Туркестанской области Казахстана. Входит в список памятников истории и культуры местного значения Туркестанской области.

## Архитектура
В комплекс построек насосной станции входят два одноэтажных здания — производственное и жилое. Построены из кирпича с лицевой кладкой. Производственное здание состоит из двух частей, построенных в разное время. Старая часть с насосным оборудованием торцом примыкает к корпусу с водоотстойником. Главный фасад выделен боковым ризалитом, завершённым парапетом с башенками. В декоративном убранстве применена фигурная кладка карнизов лучковых сандриков.
Жилой дом представляет собой прямоугольный в плане объём под двухскатной крышей с щипцовым завершением стен в торцах, уличный фасад в три окна, центральная часть выявлена ризалитом с угловыми лопатками. Декор выполнен фигурной кладкой клинчатых перемычек оконных проёмов карниза. Внутреннее пространство состоит из пяти жилых комнат и передней.